# Aidia cowleyi
Aidia cowleyi är en måreväxtart som beskrevs av Christopher Francis Puttock. Aidia cowleyi ingår i släktet Aidia och familjen måreväxter.
Artens utbredningsområde är Queensland. Inga underarter finns listade i Catalogue of Life.